# Кратово (Московская область)
Кра́тово — посёлок городского типа в Раменском муниципальном округе Московской области России. Население — 15 790 чел. (2024).
Расположен в 30 км к юго-востоку от МКАД на 40-м километре рязанского направления Московской железной дороги. Граничит на востоке с городом Раменское, на юге — с Жуковским, на западе — с посёлком Ильинский. К северу от Кратова расположены деревни Поповка и Хрипань.
Ближайшие железнодорожные платформы: Кратово, Отдых и Есенинская (бывш. Платформа 42 км.)
По территории посёлка протекают реки Хрипань и Куниловка, близ железнодорожной платформы расположен Кратовский пруд (Кратовское озеро) — популярное место отдыха дачников и жителей окрестных городов. Железобетонный мост у запруды, сооружённый по проекту А. О. Таманяна, был заменён в 1999 году мраморной копией.

## Население
| 1939   | 1959    | 1979    | 1989    | 2002    | 2009  | 2010  |
| ------ | ------- | ------- | ------- | ------- | ----- | ----- |
| 10 141 | ↗13 243 | ↘7726   | ↘6295   | ↗6855   | ↗6868 | ↗8277 |
| 2012   | 2013    | 2014    | 2015    | 2016    | 2017  | 2018  |
| ↗8620  | ↗8766   | ↗8845   | ↗8930   | ↗9032   | ↘8983 | ↘8937 |
| 2019   | 2020    | 2021    | 2023    | 2024    |       |       |
| ↘8904  | ↗9077   | ↗15 565 | ↗15 697 | ↗15 790 |       |       |

## История
Кратово — бывшая вотчина князей Голицыных-Прозоровских. Земли Кратово в прошлом входили в состав Раменской волости Бронницкого уезда.
Со времён князей Голицыных эта местность стала использоваться под дачное строительство и с тех пор остается популярнейшим местом загородного отдыха москвичей. В 1899 году владельцем земли А. А. Прозоровским-Голицыным основан дачный посёлок, названный «Прозоровский» (Прозоровская, Прозоровка). В 1910 году владелец Московско-Рязанской железной дороги Николай Карлович фон Мекк выкупил Прозоровский у Голицыных для строительства уникального города-сада. Для осуществления проекта были привлечены знаменитые архитекторы и инженеры-градостроители — А. В. Щусев, А. О. Таманян, В. Н. Семёнов, А. П. Иваницкий.
В 1930 году Прозоровский и находившийся по соседству посёлок Юбилейный были объединены в посёлок городского типа, одновременно с этим переименованный постановлением Президиума Центрального Исполнительного Комитета Союза ССР от 6 января 1930 года «О переименовании платформ Прозоровская и Шереметьевская Московско-Казанской железной дороги с прилегающими посёлками в Кратово и Плющево» в честь первого комиссара Московско-Рязанской железной дороги, активно участвовавшего в революционных событиях Ивана Крата.
В 2025 году дачный посёлок преобразован в посёлок городского типа.

## Экология
Природу посёлка отличает хвойная порода деревьев, под сенью которых образуется особый прохладный микроклимат. Эта природа до сих пор выделяет Кратово из многочисленных дачных комплексов. На территории посёлка нет промышленных и сельскохозяйственных предприятий.

## Достопримечательности

### Московская детская железная дорога
Московская детская железная дорога ― единственная в Московской области детская железная дорога и ближайшая к Москве действующая узкоколейка (с колеёй 750 мм.)
В 1936 году началось её строительство, а движение было открыто 2 мая 1937 года. Протяжённость пути составляет 4,9 км, железная дорога включает 2 станции — Пионерская и Юность, а также 2 платформы ― Школьная и Детская. Станция Юность находится недалеко от платформы Отдых, от неё линия идет в сторону посёлка, пересекает несколько его улиц, заканчиваясь станцией Пионерская в Парке культуры и отдыха на берегу Кратовского озера.
Все работники этой дороги ― проводники, контролёры и начальники станций ― дети разного возраста в настоящей форме. Детская железная дорога ― уникальное учебно-транспортное предприятие. Здесь ученики 5—9 классов проходят обучение и получают возможность попробовать себя в любой профессии на железнодорожном транспорте. Посмотреть, как работают ребята, и прокатиться на фирменном поезде можно в период с июня по август в соответствии с расписанием.

### Мраморный мост в Кратове
Символом Кратова стал пешеходный мост на Кратовском озере, который представляет собой плотину между рекой Хрипанкой и озером, сдерживая воду в озере. Он был построен 1912—1914 годах по проекту архитектора И. А. Таманяна. Мост изначально был выполнен из железобетона, но в 1999 году его заменили на мраморный.

### Храм преподобного Сергия Радонежского
Храм начал возводиться в 1997 году по инициативе местных жителей, которым было тяжело добираться до других церквей из-за их удалёности. Первая Божественная Литургия была совершена в декабре 1998 года и с этого времени в храме регулярно проходят богослужения.
Несколько лет назад в церкви были закончены работы по внутреннему интерьеру. Все стены, своды и купол храма расписаны изнутри орнаментальными узорами с различными вставками.
В пределах храма работает библиотека с большим выбором литературы, старых видео- и аудиозаписей. Также в церкви расположена трапезная и воскресная школа с рукоделием для девочек и мастерской для мальчиков.
Посетить церковь можно ежедневно с 9 до 18 часов. В праздничные и выходные дни церковь работает с 9 до 19. Храм находится в посёлке Кратово Раменского района по адресу: улица Мира, строение № 17.

### Храм Державной иконы Божией матери
Храм был заложен в поселке Кратово 21 сентября 1999 года. Трехпрестольная постройка выполнена в новгородско-псковском стиле. Богослужения совершаются с мая 2002 года. До 23 января 1999 года богослужения проходили в расположенном рядом с храмом старом здании, в котором на данный момент временно находится иконно-книжная лавка.
В подвальной части храма, в южной пристройке, сооружается крестильня для взрослых. Там же пишутся иконы для пятиярусного иконостаса.
Храм построен с использованием современных конструкций и строительных технологий. Гармоничное внутреннее пространство создано при помощи системы разнообразных арок. Строгость и изящество пропорций придают зданию завершённый и величественный вид.
В пределах храма имеется приходская библио-, аудио- и видеотека, к которой может получить свободный доступ каждый посетитель. Храм открыт для посещения ежедневно с 9 до 17 часов.

### Учебно-тренировочный центр «Сатурн»
В начале 2000-х годов на территории бывшего пионерского лагеря «Весёлые голоса», который принадлежал типографии «Красный Пролетарий», была построена база для местного футбольного клуба «Сатурн», до 2010 года игравшего в составе РФПЛ. В настоящее время территория базы составляет 11 с половиной гектаров. На базе расположено 3 футбольных поля, а также площадки для игры в баскетбол, волейбол, мини-футбол и спортивный зал.
Во время Чемпионата мира по футболу 2018 на базе в Кратове проживала национальная сборная Португалии, лидером которой является один из лучших игроков мира Криштиану Роналду. На первую открытую тренировку команды пришло более 500 человек.

### Кратово в литературе
- В произведениях Кира Булычёва Кратово фигурирует дважды. В повести «Война с лилипутами» оно упомянуто как место, где Илья Борисович Сапожков, прадедушка Аркадия Сапожкова, построил дачу. Именно здесь происходит действие первой части этого произведения. В повести «Гость в кувшине» сообщается, что в Кратове находится мастерская по починке роботов, куда периодически на профилактику отправляется Поля — домашний робот Селезнёвых.
- В Кратове разворачивается действие второй части романа Виктора Пелевина «Искусство лёгких касаний».
- В сатирической балладе Александра Галича «О том, как едва не сошёл с ума директор антикварного магазина…» одним из признаков благосостояния героя является «дачка в Кратове».
- В воспоминаниях Г. В. Кисунько «Секретная зона. Исповедь генерального конструктора» упоминается располагавшийся в дачном посёлке Кратово объект, где испытывались радиолокационные системы для комплекса ПВО Москвы «Беркут».
- Город Кратово является прототипом Городка из одноимённой песни, автором которой является Кирилл Крастошевский.

## Известные жители и уроженцы
- Оловянников Николай Ефимович — лётчик-штурмовик, Герой Советского Союза
- Зощенко, Михаил Михайлович — писатель
- Молодцов, Владимир Александрович — советский разведчик, Герой Советского Союза
- Маленков, Георгий Максимилианович — советский государственный и партийный деятель, председатель Совета министров СССР
- Новодворская, Валерия Ильинична — политик, диссидентка, правозащитница.
- Рождественский, Борис Леонидович — учёный-математик
- Прокофьев, Сергей Сергеевич — композитор
- Окуджава, Булат Шалвович — поэт, исполнитель
- Талызина, Валентина Илларионовна — актриса[27]
- Чурилин, Арсений Павлович — лётчик, Герой Советского Союза
- Эйзенштейн, Сергей Михайлович — кинорежиссёр
- Шаинский, Владимир Яковлевич — композитор, много лет прожил в Кратово на даче[28].
- Меркадер, Рамон — агент советских органов госбезопасности, Герой Советского Союза, убийца Л. Д. Троцкого
- Илюхин, Виктор Иванович — российский государственный деятель, умер 19 марта 2011 года на даче в Кратово
- Романов, Борис Иванович — российский писатель, режиссёр и актёр
- Борзаковский, Юрий Михайлович — российский легкоатлет, олимпийский чемпион 2004 года, чемпион мира и трёхкратный чемпион Европы, Заслуженный мастер спорта России (2001)
- Устинова, Татьяна Витальевна — писатель, автор детективов
- Шергова, Галина Михайловна — журналист, писатель, кинодраматург
- Хаирова, Ксения Леонидовна — актриса[27].

## Фотографии

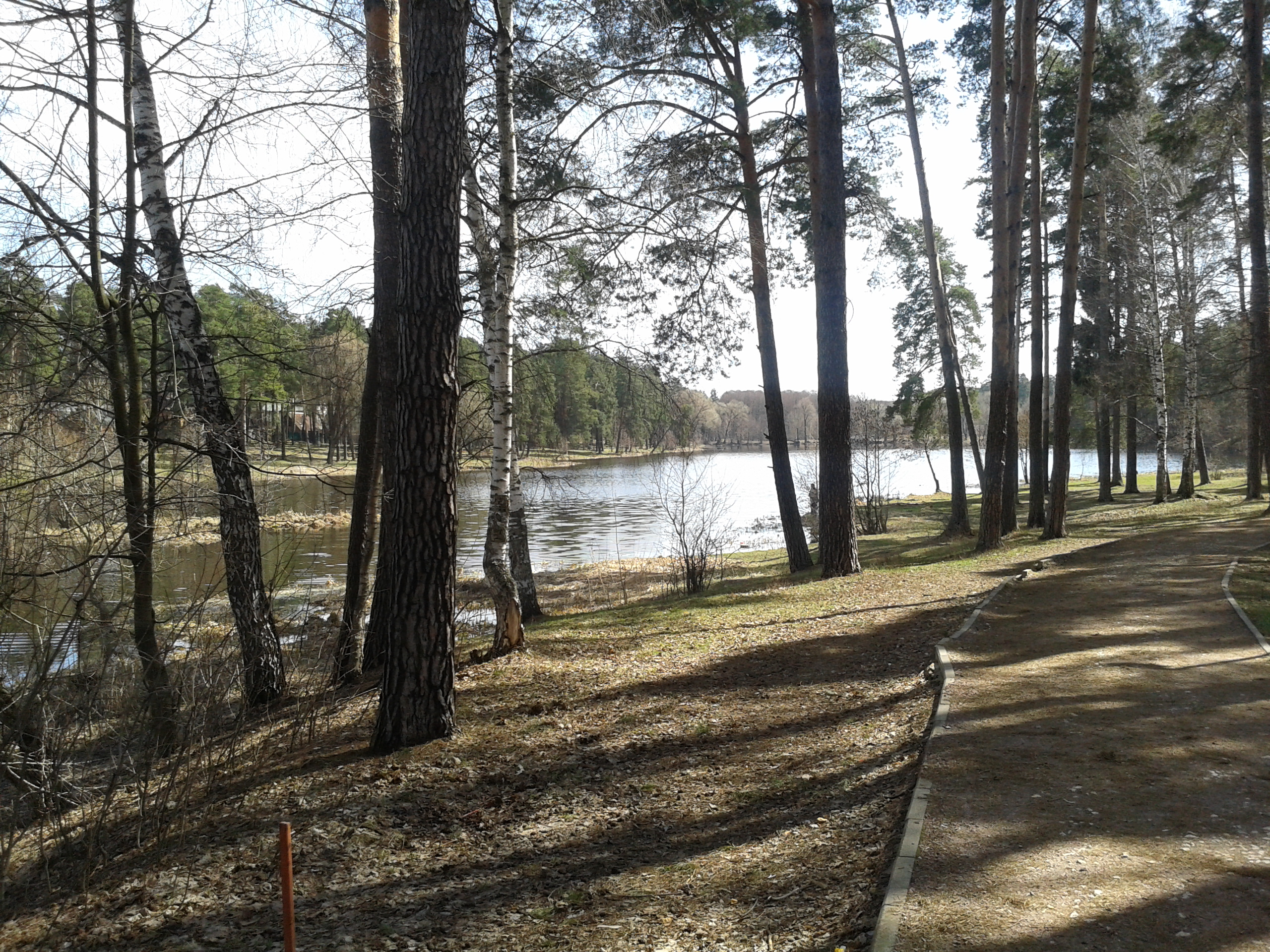
Сосновый лес в Кратово с прогулочной дорожкой
Дачный комплекс на берегу озера
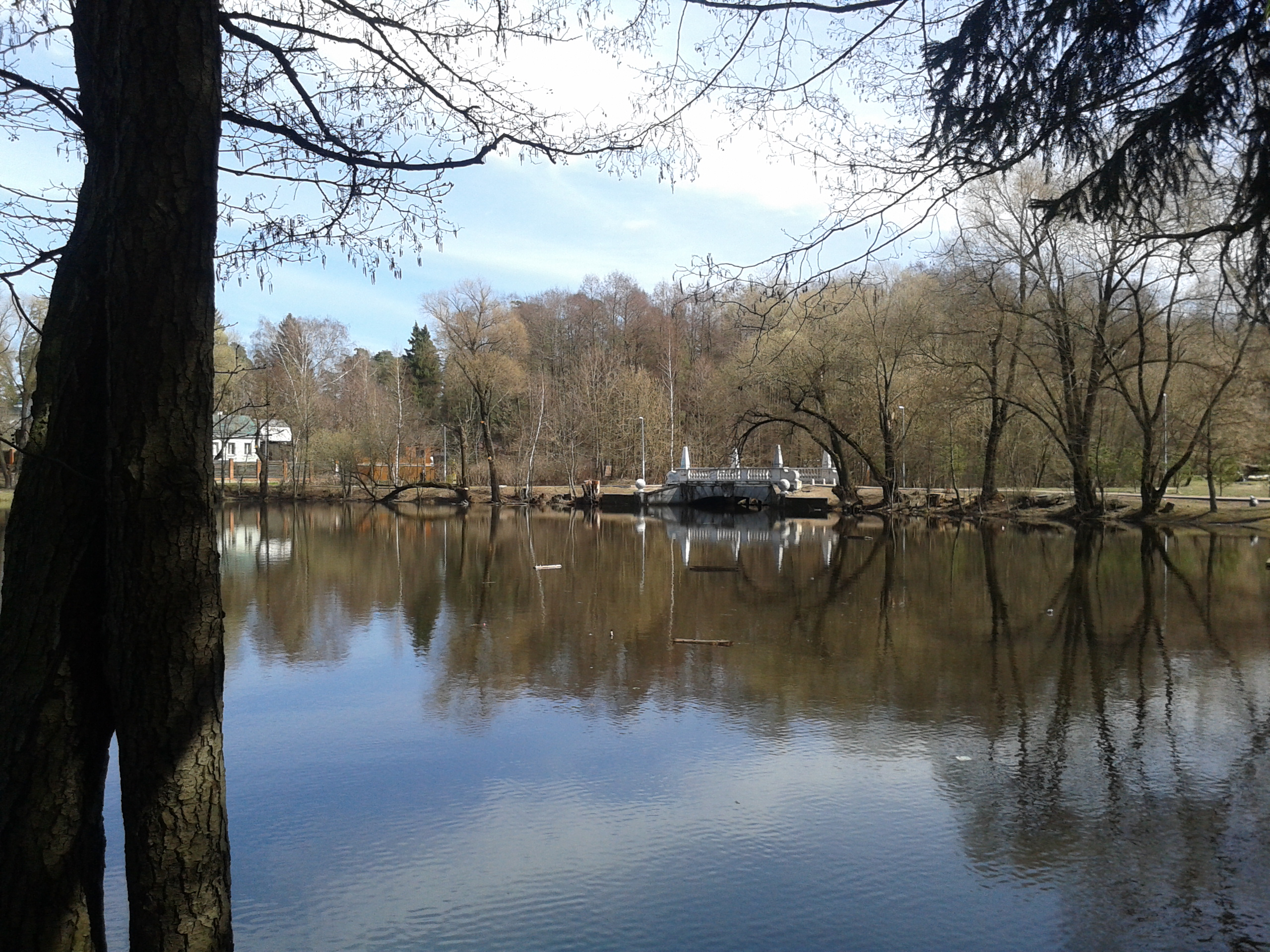
Мраморный мост у запруды
Кратовское озеро
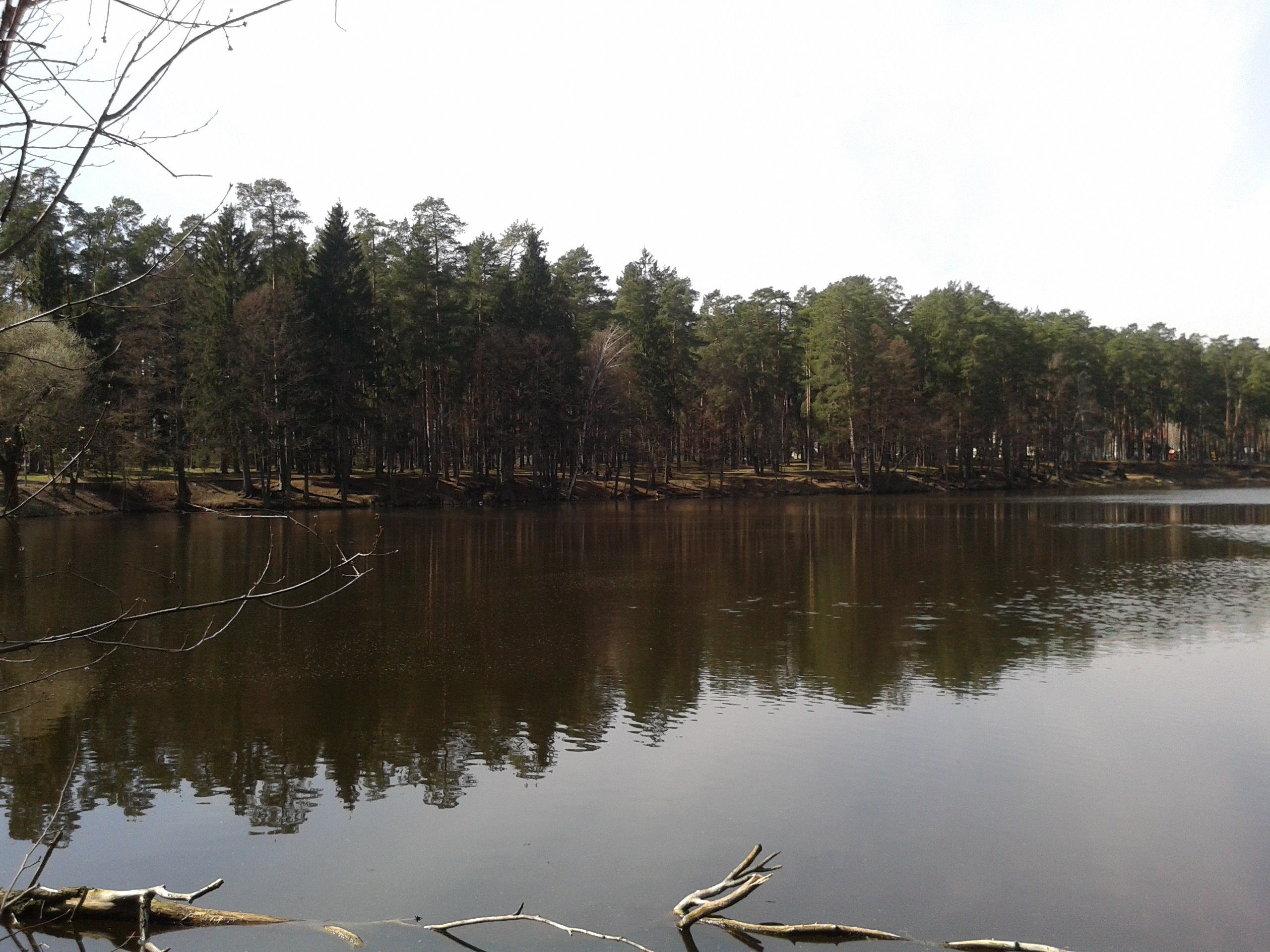
Лесной массив у озера
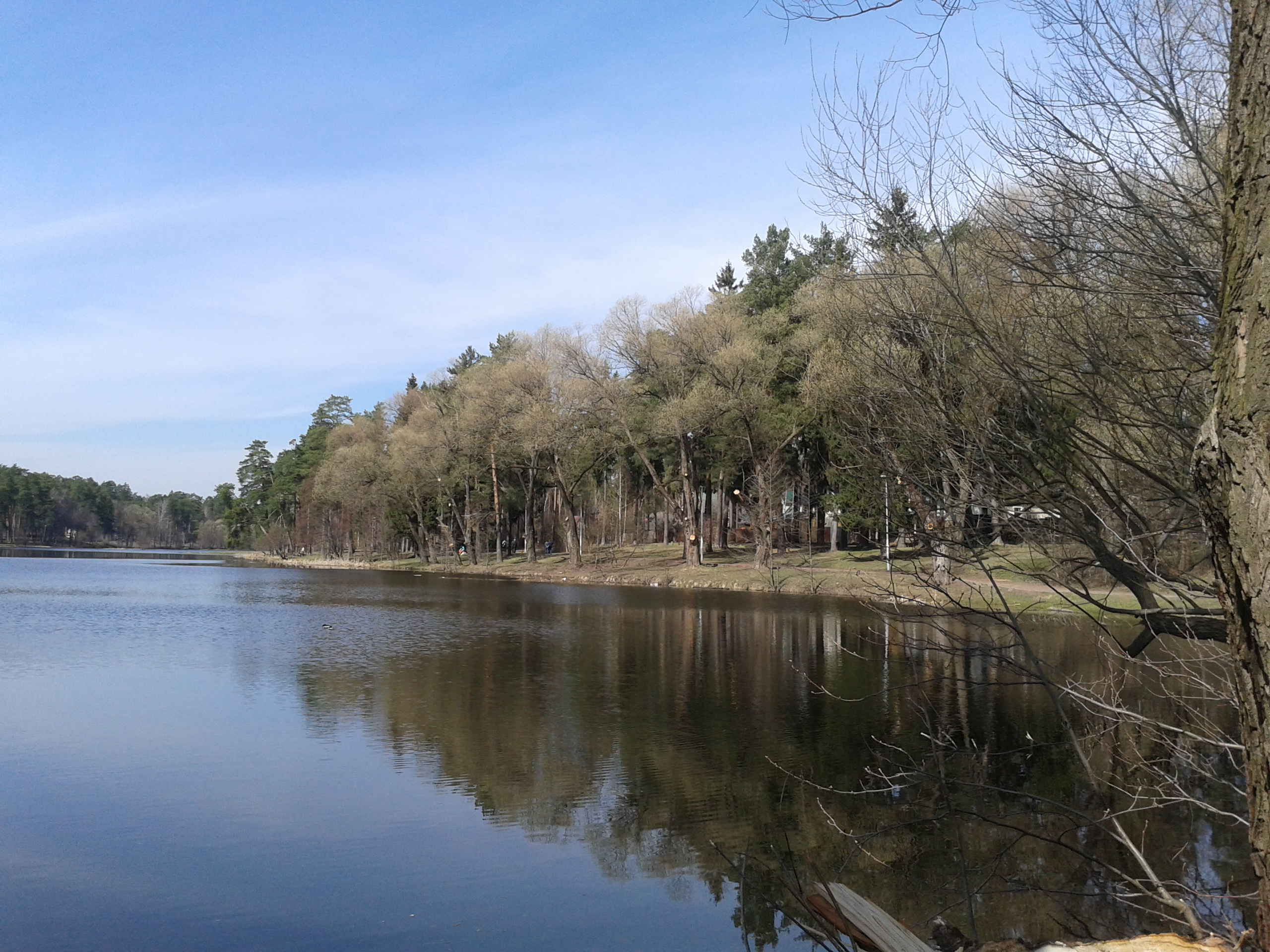
Дачный комплекс на берегу озера